# Furtuna tropicală Bill (2003)
Furtuna tropicală Bill a fost o furtună tropicală care a afectat coasta Golfului Statelor Unite⁠(d) în vara anului 2003. A doua furtună din sezonul uraganelor din Atlantic din 2003⁠(d), Bill s-a dezvoltat dintr-un val tropical⁠(d) pe 29 iunie la nordul de Peninsula Yucatán. Bill s-a organizat lent pe măsură ce se deplasa spre nord și a atins un maxim de 97 km/h cu puțin timp înainte de a ajunge pe uscat⁠(d) în partea central-sudică a statului Louisiana. Bill a slăbit rapid deasupra uscatului și, pe măsură ce a accelerat spre nord-est, umezeala din furtună, combinată cu aerul rece provenit de la un front rece⁠(d) care se apropia, a produs o izbucnire de 34 de tornade. Bill a devenit extratropical⁠(d) pe 2 iulie și a fost absorbit de frontul rece mai târziu în aceeași zi.
După ce a atins Louisiana, furtuna a produs maree moderate de furtună⁠(d), provocând inundații de maree⁠(d). Într-un oraș din partea de nord-est a statului, valul a rupt un dig, care a inundat multe case din oraș. Vântul moderat, combinat cu solul umed, a doborât copaci, care apoi au lovit câteva case și linii electrice, lăsând sute de mii de oameni fără curent electric⁠(d). Două persoane s-au înecat din cauza valurilor puternice în Florida. Mai în interior, tornadele provocate de furtună au produs pagube moderate localizate. De-a lungul traseului său, furtuna tropicală Bill a provocat pagube de aproximativ 50 de milioane de dolari (2003 USD) și patru decese.